# Oblong Aplomb
Oblong Aplomb ist ein Jazzalbum von Matt Mitchell. Die vom 29. bis 30. Juli 2022 (Oblong) und vom 15. bis 16. August 2022 (Aplomb) im Studio Big Orange Sheep in Brooklyn, New York City, entstandenen Aufnahmen erschienen am 14. April 2023 auf Out of Your Head Records.

## Hintergrund
Oblong Aplomb ist ein Doppelalbum, das den Pianisten Matt Mitchell in Duos mit den Schlagwerkern Kate Gentile und Ches Smith zusammenbringt. Die erste Hälfte des Albums sind zwölf Stücke mit Mitchell und Gentile. Zuvor hatten die beiden die 6CD-Edition Snark Horse (2021) eingespielt. Die zweite Hälfte präsentiert Mitchell im Duo mit Ches Smith. Der Pianist hatte zuvor bei Smith’ Album Path of Seven Colors mitgewirkt. Im Unterschied zu den vorangegangenen Duos mit Gentile verwendet Smith eine breitere Palette von Instrumenten des Schlagwerks, darunter Gongs, Pauken, Vibraphon und weitere Perkussionsinstrumente.

## Titelliste
- Matt Mitchell: Oblong Aplomb (Out of Your Head Records OOYH019)[1]

CD 1 Oblong
1. All Immoderation 4:00
2. Blinkered Hoopla 9:24
3. Escalatory Chicanery 4:26
4. Ruly 4:19
5. Slarm Biffle 13:37
6. Outré Exemplars 6:48
7. Orrery 3:38
8. Scrutiny 3:16
9. Covertly Overt 6:10
10. Equanimity 4:18
11. Oneiric Argot 5:30
12. Giggle Trigger 2:28

CD 2 Aplomp
1. The Amused 4:23
2. Chiasma 3:27
3. Doleful 6:05
4. Full Koala 5:28
5. Concentricals 4:43
6. Labile 3:16
7. Correctly Profane 5:27
8. Numen 11:26
9. Flit 4:13
10. Inveiglers 3:42
11. Ingenuous 6:25
12. Baleful 5:28

Die Kompositionen stammen von Matt Mitchell.

## Rezeption
Bei Matt Mitchell drehe sich alles um Pattern, schrieb Mike Borella in Avant Music News; er würde sie ein paar Takte lang spielen und dann weitergehen. Aber jeder sei ziemlich technisch und kompliziert, so sehr, dass er in dem Moment, in dem man anfangen wollte, zu verstehen, was er dabei tut, schon am nächsten sei. Oblong Aplomb stelle nichts weniger als Gehirnnahrung für diejenigen dar, „die ihrem Tag etwas ungemilderte Komplexität verleihen möchten“. Gentiles Unerbittlichkeit und Vorliebe für Geschäftigkeit gehen Hand in Hand mit Mitchells dicht gepackten und zerklüfteten Kompositionen. Eine der bemerkenswertesten Eigenschaften, diese beiden zusammen zu hören, sei wie sie die Tempiwechsel steuern. Im zweiten Teil, den Duos mit Ches Smith, komme es zum Einfügen von langsameren und ruhigeren Passagen, was zu jedoch nur zu einem geringfügig veränderten Anmutung führe, da Mitchells Kompositionsstil und Spiel immer noch das Material dominiere. Dessen Ansatz lasse sich genauso beschreiben wie der von Matthew Shipp; beide würden perkussiv agieren, mit ausgefeilten Linien, fast bis zu dem Punkt, an dem ihr Output mehr an Kammermusik als an Jazz erinnere.